# 黄头辉亭鸟
，是雀形目园丁鸟科的一种鸟类。
黄头辉亭鸟体重约99.49克，翼长约130.7毫米，嘴峰长约29.4毫米，喙宽度约6.5毫米，喙厚度约7.4毫米，跗蹠长约36.1毫米，尾长约98.3毫米。黄头辉亭鸟在其分布区内为留鸟，其栖息在密集的高大树木组成的森林中，食性为草食性，主要食物来源是水果。
黄头辉亭鸟分布于澳大利亚东部昆士兰州克拉克山脉至新南威尔士州戈斯福德。该物种是单型物种，没有亚种分化。